# La Manresana (Sant Ramon)
La Manresana és una entitat de població de la comarca de la Segarra que en el seu temps formà un municipi que va desaparèixer l'any 1940 després de la unió amb Portell, creant l'actual municipi de Sant Ramon.

## Història

Antic municipi de la Segarra i antic poble de Sant Ramon

L'origen del nom del poble prové de la torre de la Manresana, a dalt del castell que delimitava la frontera entre el Comtat de Manresa i la Vegueria de Cervera. Aquest topònim és compartit amb el poble de la Manresana, al municipi dels Prats de Rei.
Les primera referència trobada de la Manresana és de l'any 930 quan pertanyia del comtat de Manresa i el poble creixia a l'entorn del Castell de la Manresana. L'any 1356 Pere IV mana fer el primer fogatge (recompte de població) del que se'n té constància: hi figuren amb 16 focs (famílies). El 1782 ja hi viuen 101 habitants, i arriba fins a 544 habitants el 1936. A partir d'aquest any, la població va davallant.
El poble creix a banda i banda del camí que va de Cervera a Calaf fins a arribar al límit del seu terme, ja que és cap de municipi. Aquest camí pren el nom de la Ravaleta o el de raval de Sant Ramon, que també agafa molta anomenada arran de la construcció del santuari, tot i pertànyer al terme de Portell.
L'any 1940 es crea el nou municipi de Sant Ramon, que agrega els municipis de la Manresana i de Portell. El nom de la Manresana desapareix i queda com a cap de municipi Sant Ramon, amb els pobles agregats de Portell, Gospí i Viver de Segarra. Al costat del castell s'edifica una església comunitària que hi ha en el mateix lloc que l'actual, també dedicada a Sant Jaume, i que presideix l'entrada a l'actual església.

## Economia
L'activitat econòmica principal de la Manresana fou l'agricultura de secà, tot i que també tenia molts artesans. Cal destacar, a més, el gremi de traginers, que amb els carros i tartanes feia el transport de mercaderies i persones a les viles de la rodalia.

## Patrimoni

### Monuments i edificis
- Sant Jaume de la Manresana

### Festivitats
La festa més destacada era el 25 de juliol, per Sant Jaume. La rivalitat existent entre Sant Ramon i la Manresana feu que, un cop unificats en un sol poble, fos habitual que la gent de la Manresana treballés per la festivitat de Sant Ramon i, així mateix la gent de Sant Ramon treballés per la festivitat de la Manresana. Actualment, per Sant Jaume, se celebra un sopar comunitari i ball a la plaça de la Bassa.
També tenien celebració Santa Madrona, Sant Jordi, Sant Blai i Sant Isidre, entre d'altres, a més de les celebracions del Divendres Sant, el Corpus o Carnestoltes.